# Antiokia i Pisidien

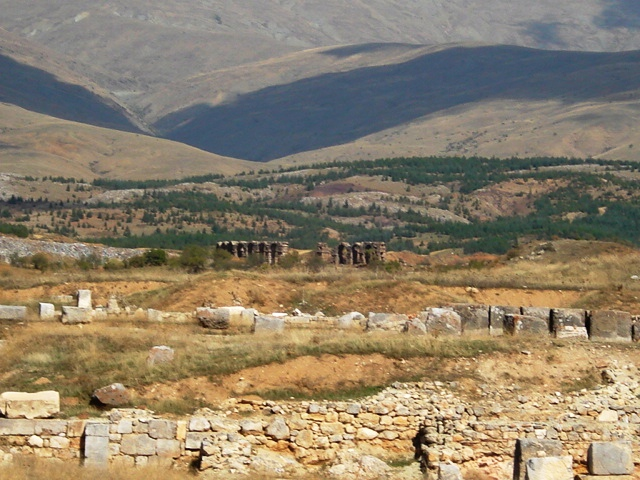
Ruiner av Antiokia i Pisidien.

Antiokia (Antiochia Caesarea) var en stad i Pisidien i Mindre Asien.
Lämningar därav, ruiner av kyrkor, vattenledningar, triumfbågar med mera, finns nordöst om sjön Egerdir, sydväst från staden Aksher. Antiochia var säte för en romersk prokonsul. Där uppträdde Paulus på sin första missionsresa.